# Privatkapelle (Simonsberg)

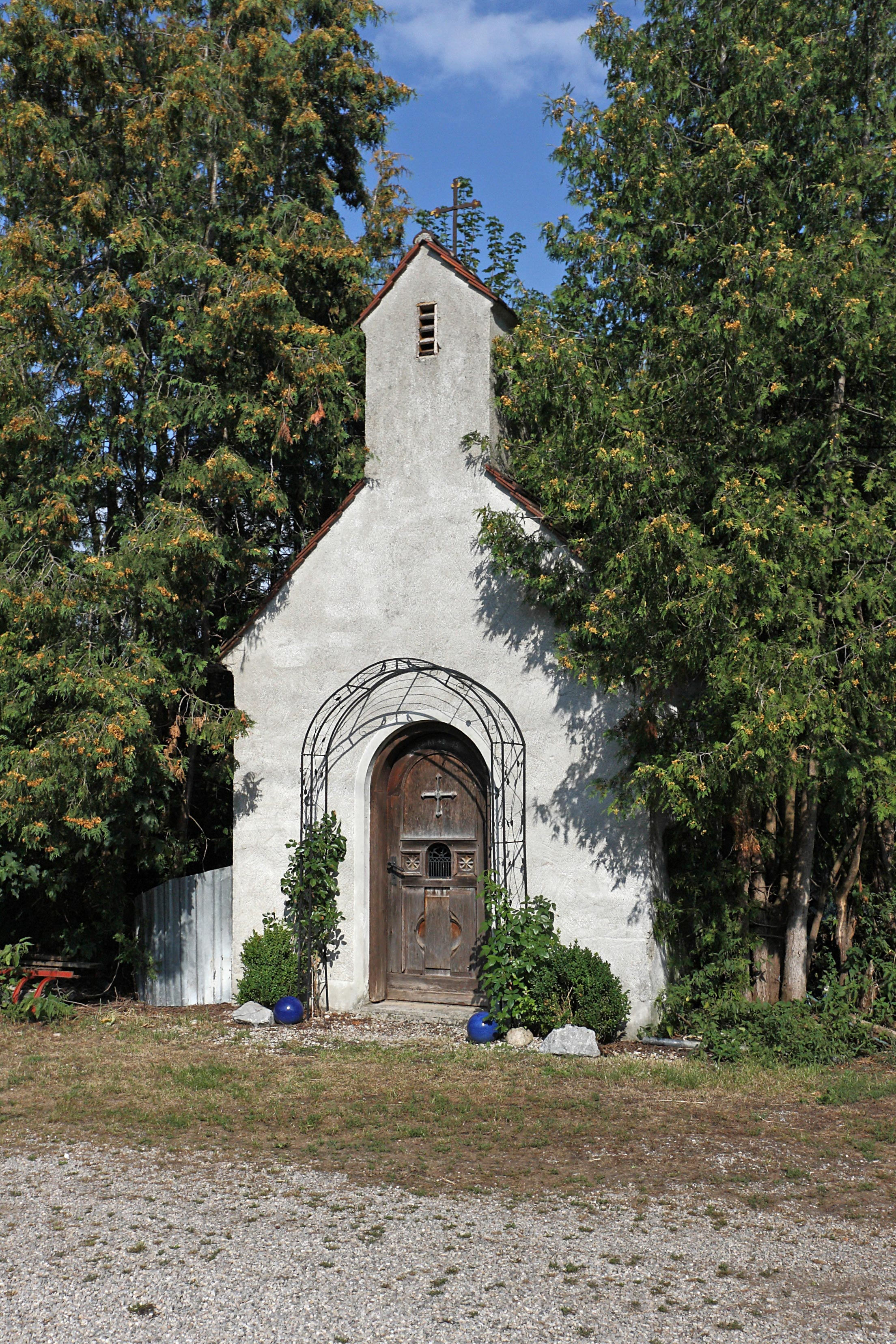
Simonsberg Hofkapelle

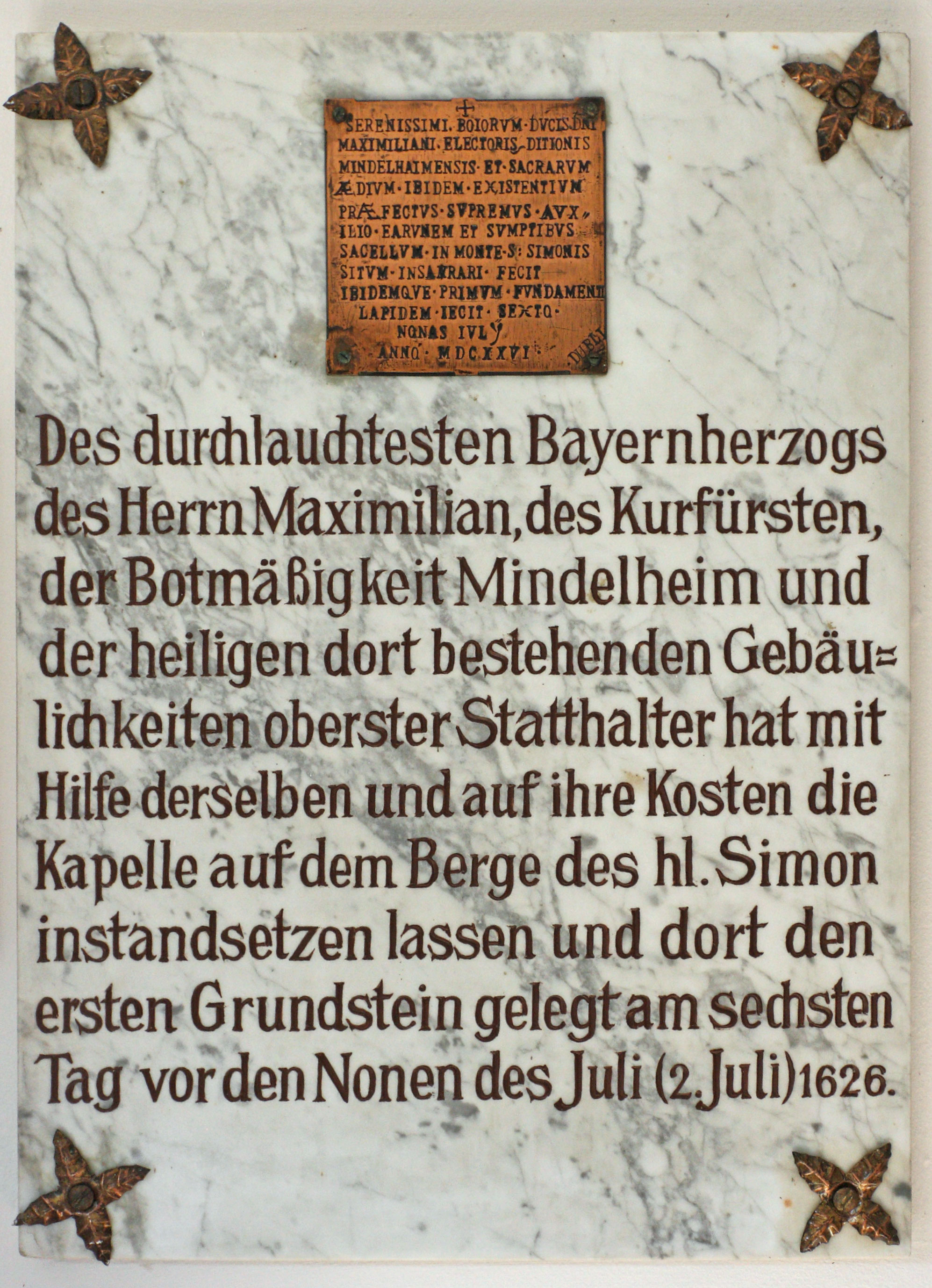
Grundstein und deutsche Übersetzung

Im oberschwäbischen Simonsberg, einem Einzelgehöft bei Hausen, Gemeinde Salgen befindet sich eine römisch-katholische Privatkapelle. Die historischen Ausstattungsstücke stehen unter Denkmalschutz.

## Baugeschichte
Der kleine Bau wurde in der zweiten Hälfte des 19. Jahrhunderts im Hof eines Anwesens erbaut. Der mit einer Flachtonne überwölbte Rechteckraum und einer Lourdesgrotte ist nach Süden gerichtet. Am Nordgiebel befindet sich ein hölzerner, mit Blech verkleideter Dachreiter mit quadratischem Querschnitt.
Der Grundstein der ehemaligen Simon-und-Juda-Kapelle befindet sich innen an der Ostwand. Die kleine quadratische Kupferplatte trägt folgende Antiqua-Inschrift in lateinischer Sprache:

„SERENISSIMI BOIORVM DVCIS DNI
MAXIMILIANI ELECTORIS DITIONIS
MINDELHAIMENSIS
ET SACRARVM
AEDIVM IBIDEM EXISTENTIVM
PRAEFECTVS SVPREMVS AVX_
ILIO EARVN(D)EM ET SVMPTIBVS
SACELLVM IN MONTE S. SIMONIS
SITVM INS(T)AVRARIFECIT
IBIDEMQVE PRIMVM FVNDAMEMET.
LAPIDEM IECIT SEXTO
NONAS IVLY
ANNO MDCXXVI
DUBLI.“

Die Kupferplatte ist in eine Marmorplatte aus der zweiten Hälfte des 19. Jahrhunderts mit der deutschen Übersetzung des Textes eingelassen.
An der nördlichen Innenwand befindet sich eine marmorne Gedenktafel aus der zweiten Hälfte des 19. Jahrhunderts zur Erinnerung an die im 17. Jahrhundert an der Pest Verstorbenen und am Simonsberg Begrabenen aus der Gemeinde Hausen. Das kleine Kruzifix, das sogenannte Ulrichskreuz, mit Rocaillen an den Balkenenden, besteht aus gefasstem Holz und wurde im 18. Jahrhundert gefertigt.